# 妙多羅天
妙多羅天（日语：ミョウタラテン）或稱為妙多羅天女（日语：みょうたらてんにょ），乃主祀於日本新潟縣、山形縣一帶的女神。

## 概要
據新潟縣、山形縣當地的信徒認為，該神祇為神佛、善人、小孩的守護神，具有退散惡靈的神力。關於其淵源可分成兩個部分：

### 新潟縣的傳說
在新潟縣西蒲原郡彌彥村有一座與彌彥神社接壤的神社主祀妙多羅天，當地傳說其由來為：佐渡國雜太郡（今新潟縣佐渡市）某年夏季傍晚，有位老嫗在山上乘涼，突然有一隻老貓出現。老嫗看見貓在地上打滾也跟著學，身體變得涼快而心情舒暢，於是每天重複同樣的動作。她的身體變得越來越輕，輕得可以飛上天，且身體長出毛髮。她在天空飛舞時雷聲大作，渡海來到了彌彥村，當地降下大雨。當地居民感到為難，遂建立了一座祠堂祭拜之，風波就此平息，於是該老嫗便稱為妙多羅天。不過據說每年妙多羅天返回佐渡時，當地都會轟然響起巨大的雷聲。

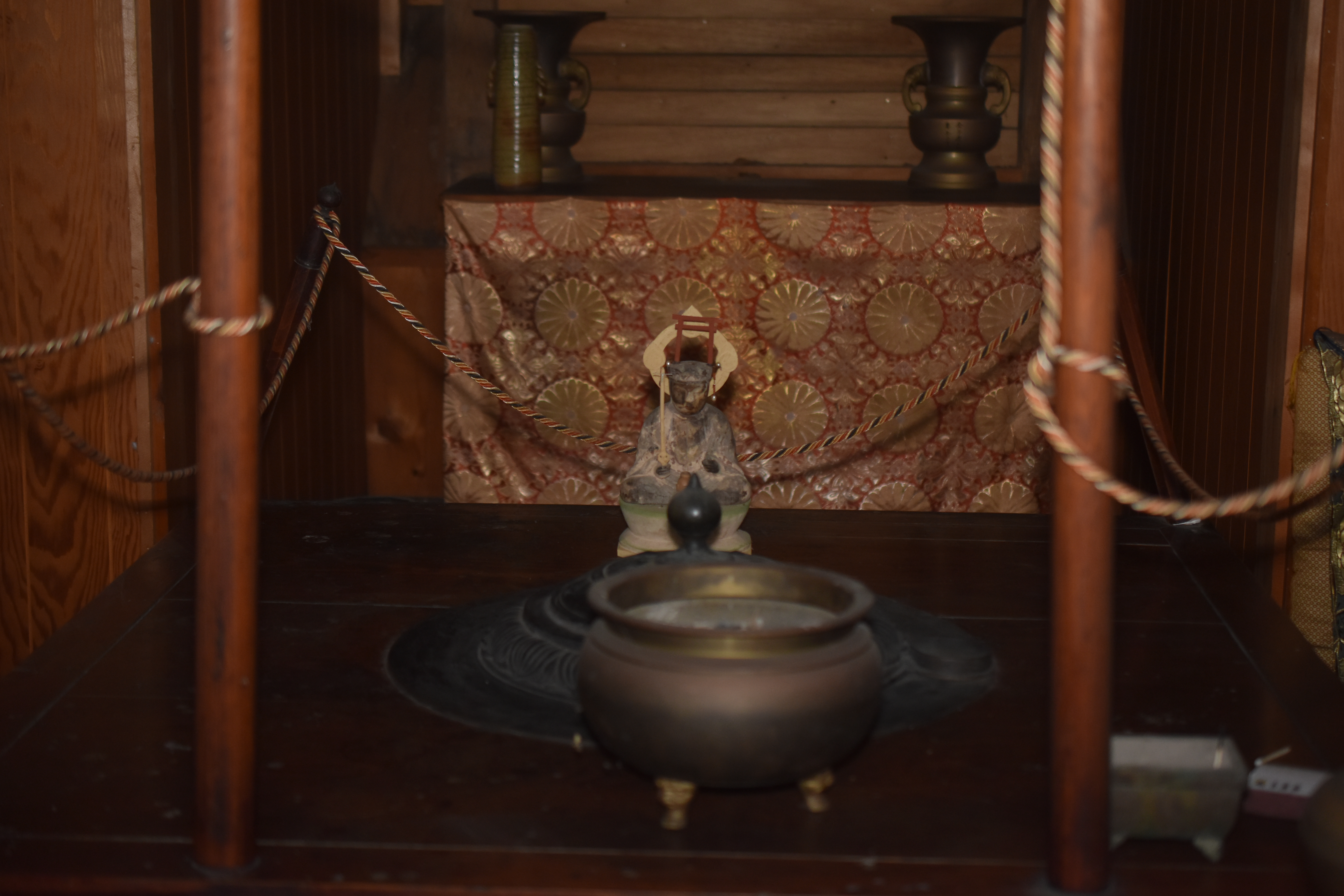
妙多羅天的祠堂

文化年間鳥翠台北坙所著的隨筆《北國奇談巡杖記》也記載了這個傳說，不過他將老嫗及「貓」聯想在一起，稱之為「貓多羅天女」。另有傳說鬼婆或化貓吃掉彌三郎的母親並冒充之，洗心革面後化作妙多羅天而被後人祭拜。

### 山形縣的傳說
山形縣東置賜郡高畠町一本柳也有一座奉祀妙多羅天的祠堂，傳說其由來為：平安時代安倍氏敗給源義家後，麾下有一武士之子名喚「彌三郎」，為了再興主家的夙願，他和母親隱姓埋名住在一起。正當彌三郎出外修行時，其母染上惡疾而亡。後者因夙願未能達成，非但化作厲鬼，並率領狼群襲擊旅人、掠奪財物以作為復興主家的資金。想不到返家的彌三郎也遭到襲擊，他砍下某一厲鬼的手後回家，早已化作厲鬼的母親跟蹤他並搶回鬼手，逃往彌彥山（今新潟縣西蒲原郡彌彥村與長岡市交界）。由於憐憫母親不幸化作厲鬼，彌三郎將之改成「妙多羅天」祭祀，便一直流傳至今日。跟前述新潟縣的傳說一樣，山形縣的傳說故事也攙混了貓、狼等元素。

## 外部連結
- （日語）ヤサブロバサをめぐる一考察（页面存档备份，存于）
- （日語）宝光院の妙多羅天女像御開帳（新潟県弥彦村）（页面存档备份，存于）